# Psychotria petitii
Psychotria petitii är en måreväxtart som beskrevs av Bernard Verdcourt. Psychotria petitii ingår i släktet Psychotria och familjen måreväxter. Inga underarter finns listade i Catalogue of Life.